# Rich Cronin
Richard Burton Cronin (30 de agosto de 1974 - 8 de septiembre de 2010), conocido simplemente como Rich Cronin, fue un cantante estadounidense y escritor de canciones, famoso por haber sido el cantante líder y escritor de algunas canciones del trío pop americano LFO (Lyte Funky Ones). En junio de 2009, LFO se reunió y Rich regresó a los escenarios.
El 8 de septiembre de 2010, Rich Cronin murió de leucemia a los 36 años de edad. 

## Biografía

### Juventud (1974-1996)
Rich Cronin nació en Boston, Massachusetts donde vivió su niñez en el vecindario de West Roxbury pero el y su familia se mudaron a Kingston, Massachusetts (cerca de Boston) donde vivió su adolescencia. Asistió a una preparatoria católica, la Sacred Heart High School (Preparatoria Sagrado Corazón) y se graduó de está en 1993. A la edad de 15 años, Cronin empezó a escribir canciones de música instrumental. Inspirado en artistas como Run DMC y Slick Rick, New Edition y New Kids on the Block, Cronin empezó a meterse en el mundo de la música. A la edad de 16 años, Rich conoció a un productor local de Boston llamado Markie B, quien lo introdujo al estudio de música. En 1995, Markie B le presentó a Rich a Brian Gillis en New Bedford, Massachusetts, un chico de Dorchester quién es conocido también como "Brizz". Ellos después conocieron a Brad Fischetti y formaron un trío musical llamado "Lyte Funky Ones".

### LFO (1996-2002)
En 1996 los 3 muchachos grabaron un disco demo y viajaron a Orlando, Florida para mostrárselo a Lou Pearlman. Lyte Funky Ones firmó un contrato con Trans Continental Récords de Pearlman. Rich con LFO viajaron a Europa donde lanzaron 2 sencillos en 1997 y 1998, un sencillo fue un cover de una canción de los Bee Gees llamada "Can't Have You" llegando al #54 en las listas del Reino Unido perdiendo el "top 40" de la lista de sencillos de Reino Unido y el otro sencillo llamado "Sex U Up (The Way You Like It)" no posicionó en las listas.
En 1999, Brian Gillis abandonó a la banda por la fata de éxito, ante esto, Rich y Brad no se rindieron y regresaron a Estados Unidos, donde reemplazaron a Brian con Harold "Devin" Lima. Rich y los muchachos escribieron y grabaron una canción llamada "Summer Girls" en el sótano del estudio de Danny Wood bajo la producción de Dow Brain y Brad Young de Underground Productions. Después de que le dieron una copia demo a Logic Records, la canción se filtró en una estación de radio e inmediatamente las vidas de Rich, Brad y Devin cambiaron para siempre. Summer Girls alcanzó el #3 en las listas de Billboard Hot 100 y el #1 en la lista del Hot 100 Single Sales (100 Ventas Calientes de Sencillos) por seis semanas (más de dos millones en ventas).
Lyte Funky Ones lanzó su primer álbum de estudio en 1999, titulado LFO, el cual vendió más de 2.5 millones de copias. El segundo sencillo del álbum, Girl On TV alcanzó el #10 en las listas del Hot 100.
En el 2000, Rich empezó a salir con Jennifer Love Hewitt. Su relación se hizo pública unas cuantas semanas de haber empezado en la revista "Teen People" pero su noviazgo llegó a su fin unos meses después por una supuesta infidelidad por parte de Jennifer. En ese mismo año, Rich estuvo de gira con LFO sin parar llegando a tener 230 conciertos en un solo año. También encontraron éxito en el Reino Unido con su segundo sencillo Girl On TV llegó al #6 en sus listas. LFO ganó el premio de Nickelodeon Kids' Choice Awards por el grupo favorito del año. Play Along Toys hizo muñecos de Rich, Devin y Brad en el 2001.
En el 2001, Rich y LFO lanzaron su segundo álbum de estudio titulado, Life is Good. Todas las canciones del álbum fueron escritas por Cronin. El álbum fue un fracaso comparado con LFO vendiendo a lo mucho 500,000 copias. El sencillo Every Other Time llegó al #44 en las listas del Hot 100. La popularidad del trío pop empezó a caer. En marzo de 2002, Rich abandonó a LFO para intentar nuevos proyectos, llegando así el fin del trío. LFO vendió más de 4 millones de álbumes y más de 3 millones de sencillos.

### Después de LFO (2003-presente)
Rich, Brad y Devin disolvieron el trío para perseguir otros intereses, poniendo a LFO en una prolongada pausa temporal indefinida. Parte de la pausa temporal de LFO es que Brad y Devin no querían que Lyte Funky Ones tuvieran una imagen de "boy band". En un intento por hacer una banda que no fuera vista como una boy band, Rich Cronin formó "Bad Mood Mike" en el 2003. El proyecto falló, ya que nunca hicieron un álbum y la banda llegó a su fin unos meses después de haberse formado. Rich ha estado escribiendo y produciendo. Ha colaborado escribiendo para O-Town, Aaron Carter, Jordan Knight, Brooke Hogan y otros. Más recientemente, Nicole Richie y Los Jonas Brothers han hecho covers de canciones escritas por Rich.
En el 2005, Cronin estaba listo para empezar su carrera como solista, pero después de haber sufrido varios dolores de cabeza fue diagnosticado con leucemia mieloide aguda, después de eso, dejó Orlando, Florida para regresar a vivir a Boston, Massachusetts. Después de un año de tratamientos y terapias, Cronin recibió un trasplante de medula ósea que le salvó la vida. En el 2006, Rich Cronin se reunió con su amigo Doug Ray "Toothpick" para formar "Loose Cannons" y grabaron Life Goes On, el álbum debut del dúo.
En el 2007, Rich Cronin fue parte del elenco de las series de televisión transmitidas por VH1, Mission: Man Band. Rich participó en ese reality con estrellas pop del pasado como Chris Kirkpatrick de 'N Sync, Jeff Timmons de 98 Degrees y Bryan Abrams de Color Me Badd. Los 4, viajaron a Orlando, Florida para hacer música una vez más. Grabaron 4 canciones ("Work That Out", "Withoutcha" y "Story of My Life") con el productor Brian Michael Cox y con Katie McNeil como su representante. El cuarteto pasó a llamarse "Sureshot" e hicieron una presentación en el intermedio de un partido de basquetbol, pero fueron abucheados. La serie constó de 8 episodios que aún se siguen transmitiendo internacionalmente.
En el 2008, Rich Cronin fundó Orange Freeze Entertainment Corp, una corporación especializada en áreas de desarrollo artístico, grabaciones, producciones, publicidad y distribución. Rich completó y lanzó su primer álbum como solista el 16 de mayo de 2008, titulado "Billion Dollar Sound". El álbum esta ahora disponible en iTunes y en amazon.com
El 21 de enero de 2009, Rich apareció en el show de Howard Stern donde comentó acerca de su carrera musical, sus negocios con el representante Lou Pearlman, su lucha contra la leucemia y su previa relación romántica con la actriz Jennifer Love Hewitt.

### Reunión de LFO (2009)
En junio de 2009, LFO regresó de su pausa temporal para realizar una gira de conciertos por Estados Unidos, y comenzaron la gira de 11 conciertos el 9 de julio. Sin embargo, en septiembre los miembros de LFO anunciaron que se separarían de nuevo por un desacuerdo de Rich con Devin y Brad.

## Discografía
ÁLBUMES:
Con LFO:
- 1999: LFO (primer álbum de estudio)
- 2001: Life is Good (segundo álbum de estudio)

Como solista:
- 2008: Billion Dollar Sound (primer álbum como solista)

SENCILLOS:
- 2008: "Story of My Life"
- 2008: "Impossible"

## La Fundación Esperanza
En la primavera del 2005, Rich Cronin fue diagnosticado con leucemia mieloide aguda. Después de 8 meses de operaciones, tratamientos y terapias, a Cronin le fue donada una medula ósea que alargó su vida. "A causa de la generosidad de alguien, alguien a quien no conozco, estoy aquí el día de hoy", contestó Rich cuando se le preguntó sobre su experiencia con el cáncer. Fueron esas experiencias las que causaron que Cronin estableciera la Rich Cronin Hope Foundation (Fundación Esperanza de Rich Cronin) para la leucemia. La fundación está dedicada al cuidado, compasión y enriquecimiento de vida de los individuos y familias afectados por esta enfermedad. Desde el 2006, la fundación ha facilitado el registro de más de 200,000 donadores de sangre y provee alimentos a pacientes con cáncer, entre otras cosas. A Rich Cronin le gustaría agradecer a cada uno que visite la página web de la fundación y aprende que simple es hacer a uno mismo capaz de salvar una vida.

## Vida personal
Rich Cronin era hermano de Mike Cronin, quien fue el representante del grupo O-Town. Rich estuvo en una relación sentimental con la actriz Jennifer Love Hewitt durante el 2000 y el 2001. Cronin vivía en Boston, Massachusetts. Aún después de haberse roto su relación sentimental con Hewitt, ellos continuaron hablándose y siendo amigos. Rich Cronin medía 6'3" (1.91 metros).